# ناوچه کلاس کنسولنت
ناوچه کلاس کنسولنت (به انگلیسی: Consolante-class frigate) یک کلاس از کشتی است.